# Tekken X Street Fighter
Pour le jeu vidéo développé sur un plan 2D par Capcom, voir Street Fighter X Tekken.
Tekken X Street Fighter (prononcé Tekken cross Street Fighter) est un jeu vidéo de combat développé et édité par Namco Bandai Games. Il s'agit d'un crossover mélangeant l'univers de Tekken et l'univers de Street Fighter. Le jeu a été annoncé au Comic Con 2010 à San Diego en même temps que Street Fighter X Tekken. Le jeu devait à la base sortir sur PlayStation 3 et Xbox 360.
Le moteur de jeu étant au départ basé sur Tekken 6,  sera finalement celui de Tekken 7, les personnages de Street Fighter seront modèlisés en 3D temps réel tout comme les personnages de Tekken. Le système de jeu sera par conséquent en 3D.

## Développement
Katsuhiro Harada (producteur de Tekken) et Yoshinori Ono (producteur de Street Fighter) déclarent laisser les ventes et les notes de journalistes départager les deux jeux le moment venu :

« Nous voulons nous mettre au défi sur tous les aspects, ainsi que sur les ventes, et séduire les fans des deux séries. »

En effet chacun des jeux sera développé en interne sans aucune intervention de la société voisine, histoire de voir qui fera la meilleure version de ce concept de crossover.
Katsuhiro a révélé certains concepts à la Gamescom 2010, comme un prototype graphique de ce que pourrait être Ryu. Il a dit que l'équipe n'a pas encore fini le modèle, qu'il manque beaucoup de détails et que l'éclairage n'est pas réglé. Harada a également dit à la Gamescom qu'il a l'intention de sortir Tekken X Street Fighter qu'après que le projet Capcom ait été distribué.